# Faust (film 2001)
Faust (Faust: Love of the Damned) è un film del 2000 diretto da Brian Yuzna. 
La trama si ispira alla miniserie di fumetti Faust: Love of the Damned disegnata da Tim Vigil, su testi dello sceneggiatore David Quinn. Distribuito dalla Eagle Pictures, dall'11 settembre 2002 uscì in VHS.

## Trama
Los Angeles. Dan Margolis, tenente di polizia, arresta un uomo che, armato di due strani bracciali con affilatissime lame retrattili, ha sterminato l'intera ambasciata araba della città. Ignorando gli ordini del suo superiore, il commissario Marino, di abbandonare il caso e smettere di interessarsi al detenuto, il poliziotto continua a indagare sull'uomo che, nel frattempo, è stato internato nel manicomio del dottor Yamato e affidato alle cure della giovane psicologa Jade De Camp, specializzata in musicoterapia e con la quale Margolis inizia un rapporto di collaborazione.
Nel corso di una delle sedute con l'internato, che alterna apparenti stati catatonici a comportamenti bizzarri (come atti di autolesionismo o disegnare figure dall'aspetto sinistro sulle pareti della cella), la dottoressa fa ascoltare un brano di musica metal all'uomo, che reagisce con violenza, colpendola in faccia e fracassando il lettore CD, per poi finalmente ritrovare la parola e raccontare a Jade cosa gli è successo: egli si chiama John Jaspers, lavorava come pittore e trascorreva serenamente la sua esistenza assieme a Blue, la sua fidanzata.
Una sera, lui e Blue vennero aggrediti da un gruppo di criminali capeggiati dal malavitoso Baez, con il quale Blue aveva dei debiti, che lo picchiarono brutalmente e uccisero Blue sotto i suoi occhi. Disperato per la morte della ragazza, John cercò di suicidarsi, ma venne fermato da M, un sinistro individuo vestito di nero che, come John ebbe modo di scoprire, altri non era se non il demone tentatore Mefistofele sotto sembianze umane, capo della setta La Mano, a cui appartengono tutte le più importanti personalità di Los Angeles, tra cui anche il commissario Marino e il dottor Yamato (addirittura suoi collaboratori più stretti). Misteriosamente a conoscenza del suo dramma, Mefistofele propose a John di fare un patto con lui: gli avrebbe concesso poteri illimitati, grazie ai quali John avrebbe potuto vendicarsi, al prezzo della sua anima e, avendo John accettato, gli fece dono dei bracciali magici che John aveva utilizzato per sterminare l'ambasciata, avvertendolo infine che presto si sarebbe pentito di aver stretto quel patto con lui.
John adoperò quindi i suoi poteri per uccidere brutalmente Baez e i suoi uomini, ma M gli disse che il patto ormai lo avrebbe legato a lui per sempre, rendendolo suo servo e strumento di morte contro i suoi nemici. Oltre a ciò, John fu sedotto dalla bellissima e diabolica Claire, amante e braccio destro di M, che da tempo tramava alle spalle del suo padrone per rovesciarlo e prenderne il posto come capo della Mano. John era quindi stato obbligato da M ad assassinare tutti coloro che il mostro reputava suoi nemici ma, nell'affrontare Margolis all'ambasciata, era riuscito a eludere il suo controllo, disubbidendo al suo ordine e risparmiando l'uomo. Ciò ha scatenato l'ira di M, che è quindi intenzionato a punire John per la sua disubbidienza con la morte. Ora John sa di essere veramente pentito di aver stretto il patto con M, poiché tale gesto lo ha ridotto a uno strumento senza volontà, al servizio del Male, ma Jade (pur ovviamente non credendo alla storia di John) gli dice che la volontà e il libero arbitrio possono salvarlo, come ha già fatto in precedenza all'ambasciata.
Quella stessa notte, M irrompe nel manicomio, sequestra John e lo seppellisce vivo in un cimitero, non prima di rivelargli di avere un particolare interesse per Jade e promettendo che presto la avrà. Finito all'Inferno Jaspers, torturato da un demone, spronato dall'odio per M e dal desiderio di proteggere Jade, riesce a tornare dal regno dei morti, trasformato in un essere mostruoso e demoniaco di nome Faust: il suo primo gesto, dopo questa "rinascita", è quello di difendere Jade, uccidendo gli scagnozzi di M che la stavano inseguendo. Jade, ormai conscia che il racconto di John non era affatto il delirio di un pazzo, informa Margolis di ciò che le è accaduto e ottiene protezione da parte di due poliziotti, mentre anche M viene a conoscenza del ritorno di John, e punisce Claire con un avvertimento per aver assassinato il loro unico scagnozzo che era sopravvissuto all'attacco di John.
Quella sera stessa, John si reca a casa di Jade, informandola che M la sta cercando e che i poliziotti incaricati di proteggerla sono servi dell'essere malvagio, dopodiché si trasforma in Faust e massacra i due agenti, terrorizzando Jade, che scappa, chiedendo aiuto a Margolis e cercando rifugio su un treno della metropolitana. Qui Jade viene inseguita da Marino, i suoi uomini e Yamato, ma viene raggiunta da John, che massacra gli agenti sotto gli occhi di numerosi e terrorizzati passeggeri e la salva portandola a casa sua. Qui i due si scoprono innamorati l'uno dell'altra e fanno l'amore, ma Jade rivela per la prima volta il suo trauma, che le aveva impedito fino ad allora di intrecciare una relazione: una violenza sessuale subita all'età di undici anni, da un uomo il cui aspetto Jade, a causa del trauma, non riuscì mai a ricordare.
Nel frattempo Margolis, continuando a indagare su M, scopre una tremenda verità: per quella stessa sera, M sta organizzando una cerimonia detta "Rito del Sangue", nel quale, tramite un rituale orgiastico in cui è previsto lo stupro di una donna innocente, è possibile evocare l'Omuncolo, una creatura demoniaca (probabilmente impersonificazione di Satana) destinata a portare distruzione su tutta la Terra; la donna designata per questo mostruoso rito è proprio Jade. Il tenente si reca quindi al palazzo di M, assistendo a una riunione cui partecipano, tra gli altri, anche Marino e Yamato. Marino, furioso, accusa M di non riuscire a controllare John e M, per tutta risposta, lo uccide brutalmente, dopodiché, con i suoi poteri sovrumani, corrompe in un attimo Margolis, portandolo dalla sua parte, e incaricandolo di attirare Jade nel suo palazzo con l'inganno. Trovatasi faccia a faccia con M, Jade cerca invano di convincerlo ad annullare il patto con John, venendo imprigionata.
Intanto Claire, che non ha ancora rinunciato a uccidere M, seduce il dottor Yamato, il quale, essendo incaricato di fare delle particolari iniezioni a M che permettono al demone di conservare la sua forma umana, è l'unico che potrebbe ucciderlo preparandogli un'iniezione letale. Il piano di Claire riesce e M apparentemente muore, uccidendo, negli spasmi della morte, il dottor Yamato. La perfida donna quindi comincia a torturare Jade, prima colpendola ripetutamente con un frustino e poi sottoponendola a dolorosi elettroshock, che riportano alla mente della donna i ricordi rimossi dal trauma della violenza: l'uomo che la stuprò da bambina era il suo stesso padre, che lei aveva sempre considerato il suo eroe. Lo shock della scoperta causa un lavaggio del cervello alla ragazza, che assume comportamenti selvaggi e libidinosi. In quel momento M, in realtà ancora vivo, entra nella sala delle torture, rivelandosi a Claire.
Intanto John, scoperta la scomparsa di Jade, corre al palazzo di M per salvarla, mentre il demone sacrifica Margolis e Claire per evocare l'Omuncolo. Dopo un breve scontro con gli uomini di M, John rimane inorridito nel vedere cosa è diventata Jade e M, approfittando del suo sconforto, lo fa legare e stupra la ragazza sotto i suoi occhi, ordinandole poi di uccidere John con un coltello, ma Jade, ritornata miracolosamente in sé a causa della violenza, inganna M e libera il ragazzo. Nel frattempo l'Omuncolo sorge dagli Inferi ma John, dopo un breve, ma violento combattimento, riesce a trafiggerlo con le sue lame, ricacciandolo nel suo mondo. A questo punto John si prepara ad affrontare M, ma il patto che lo lega a lui gli impedisce di colpirlo.
Jade chiede allora a M di liberare l'uomo che ama, dicendosi disposta a dargli qualunque cosa in cambio, e M chiede alla ragazza di offrirgli l'anima del bambino che lei porterà in grembo. Jade quindi accetta e M scioglie il patto, riducendo in fin di vita John (che, essendo stato seppellito vivo, era tenuto in vita proprio dal contratto con il demone). Vedendo John soffrire, Jade rivela a M che lei lo ha ingannato e non gli darà nessun figlio, poiché lo stupro subito da bambina le aveva irrimediabilmente rovinato l'utero, ed esorta John a reagire per amore suo. Sotto lo sguardo sorpreso e furioso di M, John riesce a rialzarsi e, con le sue ultime forze, trafigge il mostro con le sue lame, uccidendolo, dopodiché si spegne tra le braccia di Jade, che piange disperatamente per la sua morte.

## Colonna Sonora
La colonna sonora, come le musiche scelte e l'editing della traccia sonora del film, è stata curata da Xavier Capellas insieme a Luis de la Madrid. 
Il film è famoso anche per la sua tracklist musicale, distribuita dalla Roadrunner Records lo stesso anno di distribuzione al cinema, al cui interno figurano gruppi musicali importanti della scena Heavy Metal di quegli anni, particolare attenzione ai sottogeneri dei filoni Nu metal, Thrash metal e Symphonic black metal di generazione anni '90, ovvero: Fear Factory, Sepultura, Type O Negative, Machine Head, Vision of Disorder in featuring con Phil Anselmo dei Pantera, Obituary, Cradle of Filth, Deicide, Coal Chamber e Limp Bizkit. 

## Distribuzione
Il film venne presentato in anteprima al Sitges Film Festival il 12 ottobre del 2000 uscendo poi in sala alla fine dello stesso mese.  
In Italia il film esce direttamente in VHS saltando i canali cinematografici  per poi divenire un Film di culto in pochissimo tempo; viene riproposto in DVD dalla Terminal Video nel 2002  e in Blu Ray dalla Hellhouse Distribuzioni nel 2022 in collaborazione con la Scuola internazionale di Comics in occasione della ristampa del fumetto originale.

## Accoglienza
Il titolo venne accolto in modo contrastante dalla critica specialistica. Sul film la rivista cinematografica AllMovie scrive: "controlla il tuo cervello dall'ingresso e ti offre questo dolce e macabro piacere per gli occhi"; 
Jonathan Holland del Variety lo definisce "divertente in modo voyeuristico ma anche banale, rozzo ed eccessivamente volgare". 
Gareth Jones del Dread Central lo ha valutato con 2/5 stelle e lo ha definito una "spazzatura assoluta" ma anche "un piacere colpevole". 
La rivista online Bloody Disgusting lo valuta con 4/5 stelle e ha scrive: "molto meglio del previsto, anche se scadente e banale in alcuni punti". 
Patrick Naugle di DVD Verdict lo ha definito uno "slop horror a basso budget con molte risposte ma anche molte domande; di interesse soprattutto per i fan di Yuzna".    
Sull'aggregatore di recensioni online Rotten Tomatoes detiene il 20% di critiche positive da parte del pubblico ma nessuna percentuale di gradimento da parte della critica, anche se sono presenti 3 recensioni certificate. 